# Janet Weiss
Janet Lee Weiss (Hollywood, 24 settembre 1965) è una batterista statunitense.
È nota per essere stata membro dei The Jicks e Wild Flag. Attualmente suona con i Quasi e le Sleater-Kinney.